# خانه خلعتی (صدر زاده)
خانه خلعتی (صدر زاده) مربوط به دوره پهلوی اول است و در سیرجان، انتهای خیابان انقلاب، سمت راست واقع شده و این اثر در تاریخ ۷ مهر ۱۳۸۱ با شمارهٔ ثبت ۶۱۳۲ به‌عنوان یکی از آثار ملی ایران به ثبت رسیده است.
- عمارت صدرزاده را با توجه به سبک و عناصر معماری و پلانی که در ان بنا بکار گرفته شده را می‌توان به قدمتی که به اواخر قاجار و اوایل پهلوی بازمی‌گردد نسبت داد،
- این عمارت زیبا یکی از خانه‌های تاریخی و مکان‌های دیدنی سیرجان به‌شمار می‌رود.
- ساخت این عمارت دو طبقه در وسط باغی پسته که در زمان ساخت بنا موجود بوده قرار داشته و دارای سایه‌بان‌هایی یا همان ایوانهای است که اتاق‌ها را از تابش مستقیم و شدید آفتاب در امان می‌دارد.
- بخش‌های اصلی این عمارت شامل اصطبل، حمام، گاوچاه، استخر، باغچه، حوض خانه و شیرسنگی و همچنین انباری بزرگ که برای نگهداری غلات مورد استفاده بوده را شامل می‌شود.[۱]